# Liceo Víctor Mercante
El Liceo Víctor Mercante es uno de los cuatro colegios secundarios dependientes de la Universidad Nacional de La Plata (junto al Colegio Nacional Rafael Hernández, el Bachillerato de Bellas Artes y la Escuela Agraria "M.C. y N.L. Inchausti", este último en 25 de Mayo, Provincia de Buenos Aires).
Se encuentra ubicado en la diagonal 77 entre las calles 4 y 5 de la ciudad de La Plata. Cuenta con un total de 844 alumnos, divididos entre ESB y ESS.

## El edificio

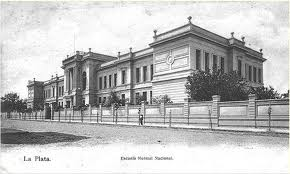
El edificio hacia 1900, cuando aún era la sede de la Escuela Normal 1

En la actualidad, el Liceo Mercante funciona en el antiguo edificio diseñado por el arquitecto Carlos Altgelt y construido entre 1884 y 1888, cuando la ciudad de La Plata recién comenzaba a nacer. Antes, había sido la primera sede de la Escuela Normal de Maestras (actual Escuela Normal 1, en Plaza Moreno). Ocupando una manzana triangular con amplios jardines arbolados, la institución funcionó en Diagonal 77 hasta el año 1980, cuando el deterioro edilicio no fue reparado, y en cambio se prefirió trasladar las aulas del Liceo al edificio del Rectorado de la Universidad de La Plata, quedando el antiguo colegio abandonado durante las siguientes décadas.
A partir de 2002, comenzó la lenta restauración de la sede original, que continuaron durante el Programa General de Desarrollo Edilicio del Plan Estratégico de Gestión 2004-2007, avanzando en etapas durante los siguientes años.
En 2007, finalmente los terrenos del Liceo Víctor Mercante fueron cedidos por la Provincia de Buenos Aires a la Universidad de La Plata.

## Institución

### Área institucional

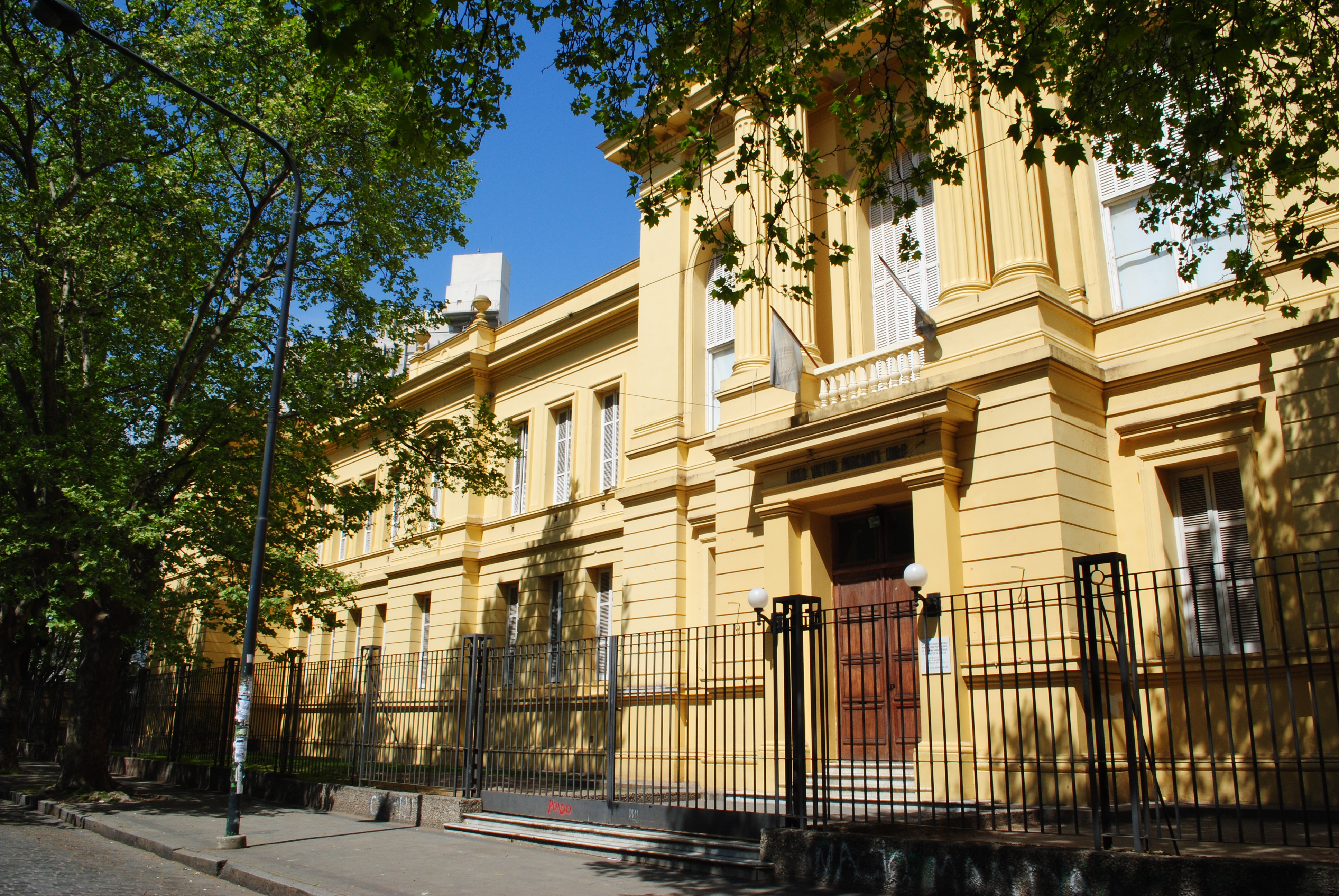
Vista parcial de la fachada.

El Liceo "Víctor Mercante" es uno de los colegios secundarios del Sistema de Pregrado Universitario de la UNLP, que viene desarrollando su labor educativa desde el año 1907.
El Liceo se ha ido transformando y acompañando los cambios de la sociedad argentina en general y del sistema educativo en particular. Ha seguido sosteniendo sus principios fundacionales, apoyados en criterios universitarios: la innovación pedagógica, la elaboración e implementación de sus planes de estudio gestados y discutidos por el propio claustro docente en un marco de pluralismo ideológico y práctica democrática.

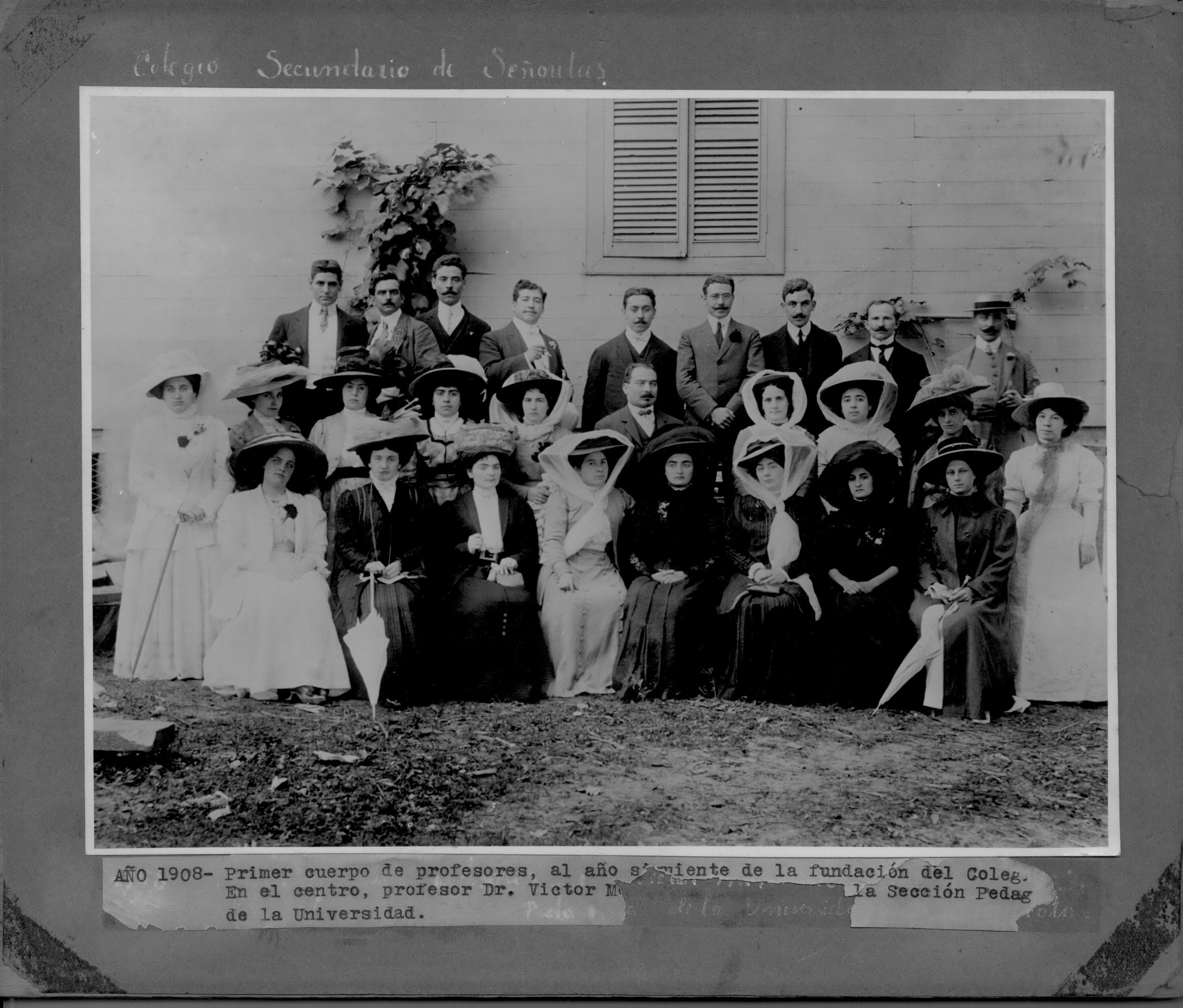
Primer plantel docente del Colegio de señoritas, UNLP, 1908.

En sus orígenes fue sólo colegio de “señoritas”, creado por ordenanza del año 1907 del Consejo Superior, proyectada por el Presidente de la Universidad Joaquín V. González. Decía entre sus fundamentos que “la instrucción secundaria de la mujer es un problema ya resuelto por las naciones más civilizadas, y es obra patriótica propender a su mayor perfeccionamiento mental, puesto que comparte con el hombre en la ciencia, en las artes, en la educación, en la familia y en la sociedad, funciones que exigen aptitudes y criterios progresivamente cultivados”. A partir del año 1960 -en lo que se denominó el "Plan 60" que reformó a todos los Colegios de la UNLP, comenzó a ser mixto.
Desde 1986, el sistema de ingreso se democratizó mediante el sorteo, permitiendo ofrecer la calidad de su propuesta educativa a una franja más amplia de alumnos. Hasta ese momento los aspirantes debían rendir un examen de ingreso eliminatorio. Este cambio ha permitido tener una población altamente heterogénea consecuencia de  las diversas trayectorias escolares, sociales, culturales de sus estudiantes. Ello significó todo un desafío para los integrantes de la institución, quienes han respondido conjugando profesionalidad, creatividad y compromiso para la puesta en marcha de nuevas prácticas pedagógicas, implicadas en el trabajo en y para la diversidad.
El Liceo trabaja para que a través de la circulación, transmisión y construcción del conocimiento, sus estudiantes desarrollen un pensamiento crítico, se eduquen en los valores de la cooperación y la solidaridad, en el respeto y la responsabilidad, que sean personas libres y autónomas, que sean participativos y ejerzan actitudes democráticas, que se comprometan con la realidad social, y que la transformen.
En síntesis, hoy la Institución, sigue en el camino de “educar en libertad y para la libertad”.

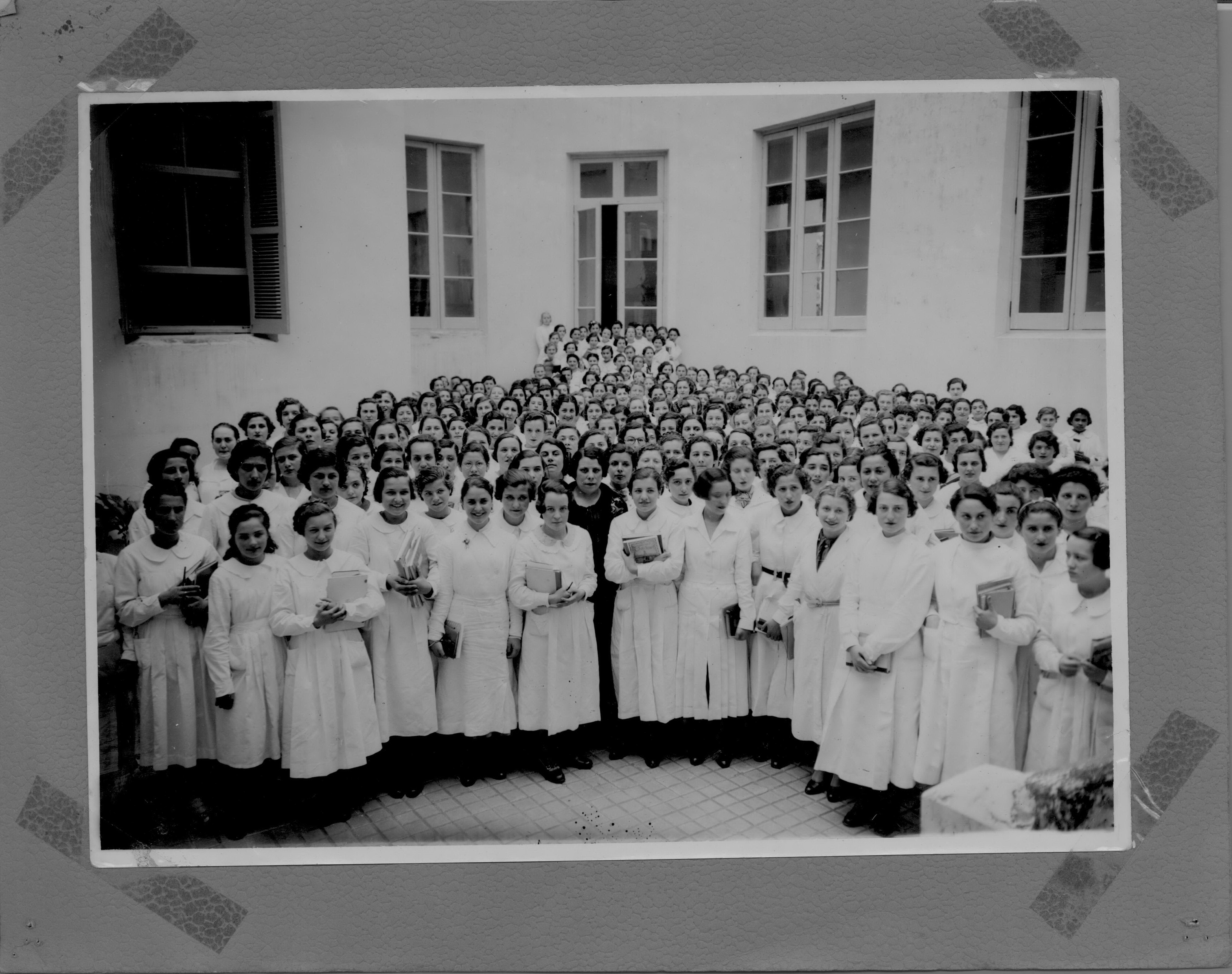
Alumnas del Liceo Víctor Mercante, entonces Liceo de Señoritas, posan en un patio interno del colegio. Año 1936

### Área académica
El área académica abarca las prácticas y propuestas educativas que se desarrollan en el colegio. Es un espacio en el que se inscriben los proyectos y programas que dan forma al proyecto curricular del Liceo, que se viene implementando desde 1996.

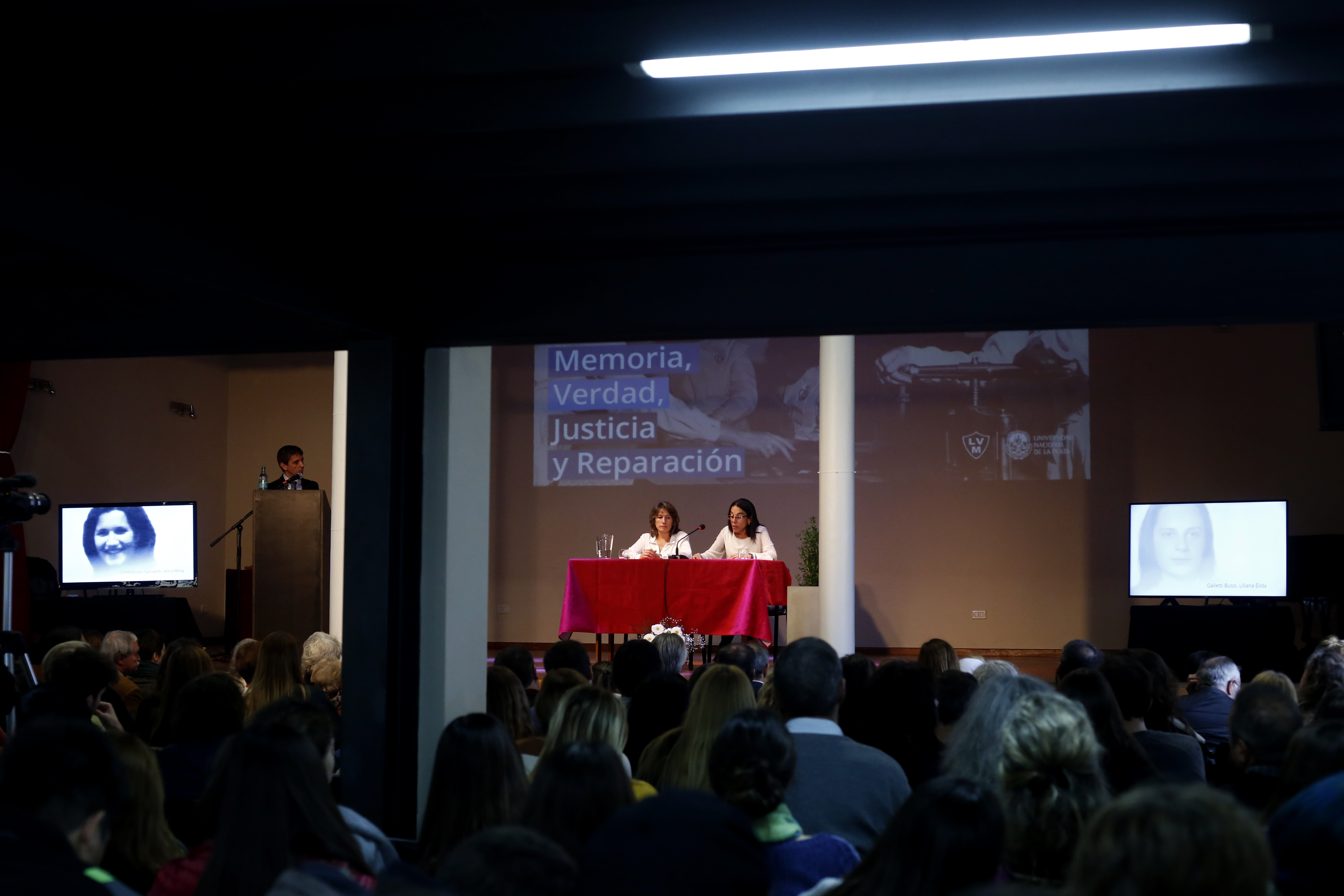
Acto de entrega de legajos reparados en el Liceo Víctor Mercante, 30 de mayo de 2019.

La dinámica del colegio implica que, dentro del marco de ese proyecto curricular, cada departamento, sección y orientación tenga autonomía para elaborar sus programas y proyectos.
Desde la Secretaría Académica se promueve la coordinación e integración de los departamentos, secciones y orientaciones entre sí, tarea que se realiza con la finalidad de lograr un entramado institucional que contribuya a consolidar la identidad del colegio.
También se desarrollan en esta Secretaría, actividades tendientes a profundizar y coordinar la articulación vertical y horizontal de los contenidos, la metodología de enseñanza y los criterios de evaluación. Con ese objetivo se realizan encuentros periódicos y jornadas de actualización, cuyo propósito es favorecer la problematización de la práctica docente situada y atravesada por las condiciones sociohistóricas de nuestro medio.
Para contribuir a este proceso se ha creado un espacio de diseño e implementación de intervenciones curriculares, así como de asesoramiento pedagógico para situaciones particulares de enseñanza.

## Reparación de legajos
En 2018 comenzó el proceso de reparación de legajos de víctimas del terrorismo de Estado, en el marco del Programa de Reparación de Legajos de la Universidad Nacional de La Plata.En 2019 se entregaron los legajos de docentes y nodocentes de la institución, bajo la Resolución 2909/19 de la universidad y en 2022, mediante la Resolución 8793/22 se hizo entrega de los legajos reparados de 41 docentes, nodocentes y estudiantes.